# Повітрянодесантні війська Російської Федерації
Пові́трянодеса́нтні війська́ Росі́йської Федера́ції  — окремий високомобільний рід військ Збройних сил Російської Федерації, призначений для обхвату противника по повітрю і ведення бойових і диверсійних дій у тилу з метою порушення системи управління військами, захоплення та знищення наземних елементів високоточної зброї, об'єктів зброї масового ураження, порушення роботи тилу і комунікацій, а також виконання інших завдань.
ПДВ РФ є резервом Верховного головнокомандувача Збройних Сил РФ і можуть складати основу мобільних сил швидкого реагування. Російська доктрина передбачає використання ВДВ для виконання деяких із найскладніших операцій. ВДВ чисельністю 45 тисяч осіб складається здебільшого з професійних контрактників. Його члени користуються елітним статусом та отримують додаткову оплату.
Війська підпорядковуються безпосередньо через Командувача ПДВ Верховному головнокомандувачу Збройних Сил Росії — Президентові Російської Федерації. Війська мають у своєму складі 4 повітрянодесантні дивізії, 1 навчальний центр, 4 десантно-штурмові бригади, 1 бригаду спеціального призначення, 1 бригаду управління, окремі частини, навчальні заклади і установи. Створені у 1992 році на базі повітрянодесантних військ СРСР.

## Історія формування

### Після розпаду СРСР
Після розпаду СРСР, з початком процесу поділу Збройних сил СРСР між колишніми союзними республіками, військові частини, з'єднання і Повітрянодесантних військ СРСР підпали під юрисдикцію нових країн, що утворилися на уламках Радянського Союзу. 12 травня 1992 року, після зустрічі у Ташкенті президентів Росії, Казахстану, Киргизії і Узбекистану відбулося остаточне розділення формувань повітрянодесантних військ. За підсумками розділу колишніх повітрянодесантних військ СРСР, до складу сформованих ПДВ Російської Федерації увійшли всі повітрянодесантні дивізії і бригади, які на момент розпаду СРСР знаходилися на території РРФСР, а також деякі частини ПДВ, що були виведені до Росії протягом 1991—1993 років.
За станом на 1993 рік після завершення розділу колишніх ПДВ СРСР і після передислокації всіх з'єднань і бригад, які були виведені з території союзних республік, російські збройні сили мали наступні з'єднання та військові частини:
- Командування Повітрянодесантних військ РФ (м. Москва)
- 7-ма гвардійська повітрянодесантна Червонопрапорна, орденів Суворова і Кутузова дивізія (Краснодарський край);
- 76-та гвардійська повітрянодесантна Чернігівська Червонопрапорна, ордена Кутузова дивізія (Псковська область);
- 98-ма гвардійська повітрянодесантна Свірська Червонопрапорна, ордена Кутузова дивізія імені 70-річчя Великого Жовтня (Іваново);
- 104-та гвардійська повітрянодесантна ордена Кутузова дивізія (Ульяновськ);
- 106-та гвардійська повітрянодесантна Тульська Червонопрапорна ордена Кутузова дивізія (Тула і Рязань);
- 44-та навчальна повітрянодесантна дивізія (Омськ);
- 56-та окрема гвардійська десантно-штурмова Червонопрапорна, орденів Кутузова і Вітчизняної війни Донська козача бригада (Камишин);
- 21-ша окрема десантно-штурмова бригада (Ставрополь);
- 36-та окрема десантно-штурмова бригада (Гарболово Ленінградської області);
- 37-ма окрема повітряно-десантна бригада (Черняховськ Калінінградської області):
- 83-тя окрема гвардійська десантно-штурмова бригада (Уссурійськ);
- 11-та окрема гвардійська десантно-штурмова бригада (Улан-Уде, Республіка Бурятія);
- 13-та окрема десантно-штурмова бригада (Магдагачі і Завітинськ Амурської області);
- 345-й гвардійський парашутно-десантний Віденський Червонопрапорний, ордена Суворова полк імені 70-річчя Ленінського комсомолу (Гудаута, Абхазія);
- 196-й окремий полк зв'язку (Медвежі Озера Московської області).

У 1994 році на базі двох батальйонів спеціального призначення був створений 45-й окремий гвардійський орденів Кутузова та Олександра Невського полк спеціального призначення (Кубинка).

### Період реформування
В період з 1996 до 1999 року російські збройні сили зазнали комплексне реформування, за цей період було скорочено багато військових частин та з'єднань. У Повітрянодесантних військах Російської Федерації скоротили певну кількість частин, чисельність військ скоротилася з 64 до 47 тисяч осіб.
Були розформовані і переформовані наступні з'єднання і частини:
- 13-та окрема десантно-штурмова бригада — розформована;
- 36-та окрема десантно-штурмова бригада — розформована;
- 37-ма окрема повітрянодесантна бригада — розформована (1994 рік)
- 104-та гвардійська повітрянодесантна ордена Кутузова дивізія — переформована у 31-у гвардійську десантно-штурмову ордена Кутузова бригаду;
- 21-ша окрема десантно-штурмова бригада — переформована на 247-й парашутно-десантний полк 7-ї гв. пдд;
- 56-та окрема десантно-штурмова бригада — переформована на 56-й десантно-штурмовий полк у складі 20-ї гвардійської мотострілецької дивізії;
- 345-й гвардійський парашутно-десантний полк — розформований до 30 квітня 1998 року.

Після експериментального періоду 104-й парашутно-десантний полк 76-ї повітрянодесантної дивізії став першим російським сухопутним полком, який був повністю укомплектований солдатами контрактної служби, а ні призовниками строкової служби. Незабаром було оголошено, що 98-ма повітрянодесантна дивізія також буде переведена на комплектування контрактниками, а до вересня 2006 року було підтверджено, що 95 % підрозділів 98-ї дивізії перейшли на комплектування особовим складом за контрактом.
У 2013 році було офіційно оголошено про створення 345-ї десантно-штурмової бригади у Воронежі, але потім формування частини було перенесено на більш пізній термін (2017 або 2020 рік). 30 липня 2015 року командувач ПДВ оголосив, що планується реформувати 104-ту гвардійську повітрянодесантну дивізію шляхом розгортання її на базі 31-ї гвардійської повітрянодесантної бригади в Ульяновську. У 2020 році на території окупованого Росією Кримського півострова планується також розгорнути десантно-штурмовий батальйон, а в майбутньому на його базі буде сформовано полк 7-ї десантно-штурмової дивізії, яка нині дислокується в Новоросійську.

## Історія застосування
На початку 1990-х генерал Павло Грачов, перший міністр оборони Росії і колишній командувач радянських ПДВ, планував на базі повітрянодесантних військ Росії розгорнути ядро «Мобільних сил». Про це було повідомлено у щоденній газеті Міністерства оборони «Красная Звезда» у липні 1992 року. Однак план розгортання «Мобільних сил» так і не був реалізований у життя. Кількість військових формувань, що були доступні для військ, стала набагато меншою, ніж передбачалося, до того ж командування інших видів збройних сил та органів військового управління, такі як ГРУ та Військово-транспортна авіація, які мали забезпечити складову елітного елементу, були рішуче проти відмови від контролю над своїми силами.
У грудні 1994 року військовослужбовці повітрянодесантних дивізій, що дислокувалися в Росії, разом з іншими формуваннями російської армії, взяли участь у військовій операції в Чеченській республіці, як офіційно російська сторона називала конфлікт — «заходами щодо підтримання конституційного порядку». У ході боїв у Чечні російські десантники брали участь у багатьох боях та битвах, зокрема у битві за Грозний, за Аргун.
З 1996 року командування ПДВ відправило 1-у окрему повітрянодесантну бригаду у складі багатонаціональної дивізії «Північ» сил IFOR до Боснії та Герцеговини. Бригада, як правило, використовувала зразки озброєння сухопутних військ, такі як БТР-80, замість штатної бронетехніки та зброї. У ніч на 12 червня 1999 року зведений батальйон повітрянодесантних військ Росії здійснив марш-кидок з Углєвика в Боснії у Міжнародний аеропорт Приштини на території Косова. Російські війська зайняли аеропорт та перебрали контроль над нам, випередивши миротворчі сили НАТО; у підсумку, після напруженого протистояння, все вирішилось мирним шляхом.
З серпня 1999 року російські десантники знову взяли активну участь у війні на Кавказі, у Дагестані та Чечні. У ході Другої російсько-чеченської війни, 29 лютого — 1 березня 2000 року солдати і офіцери 104-го гвардійського парашутно-десантного полку вступили в бій із підрозділами Збройних сил Чеченської Республіки Ічкерія під містом Аргун, під час якого загинуло 84 з 90 російських десантників.

### Російсько-українська війна
З лютого 2014 року Повітрянодесантні війська Російської Федерації брали пряму та опосередковану участь у прихованій агресії Російської Федерації проти суверенітету та територіальної цілісності України. 27 лютого 2014 року підрозділи спецназу Головного розвідувального управління Генштабу та 45-го окремого повітрянодесантного полку Збройних сил РФ захопили приміщення Верховної Ради та Ради Міністрів АРК.
У серпні 2014 року Російська Федерація задіяла під Луганськом сили кількох батальйонних тактичних груп для прориву українського оточення навколо міста. Батальйонні тактичні групи були сформовані на основі десантно-штурмових полків 104 ДШП та 234 ДШП псковської 76-ї десантно-штурмової дивізії та інших частин Сухопутних військ Російської Федерації, а також підрозділів 61-ї бригади морської піхоти.
У травні 2022 року Міноборони Британії оприлюднило результати свого звіту, в якому стверджувало, що Росія не змогла правильно використати свої повітрянодесантні війська в Україні, що призвело до значних втрат цього роду військ, зокрема і у його елітних підрозділах. Легкоозброєних десантників використали в місіях, які краще підходили для важкої броньованої піхоти, тому ці підрозділи зазнали важких втрат. Серед них - спроба наступу на Київ через аеродром Гостомеля у березні, наступ, що зупинився на Ізюмському напрямку з квітня, а також невдала переправа через річку Сіверський Донець. У звіті також відзначалося, що управління потенціалом цих військ було імовірно стратегічно неправильне, а також нездатність Росії забезпечити перевагу в повітрі.

## Командувачі
- (31 серпня 1991 — грудень 1996) генерал-полковник Подколзін Євген Миколайович
- (4 грудня 1996 — вересень 2003) генерал-полковник Шпак Георгій Іванович
- (8 вересня 2003 — листопад 2007) генерал-полковник Колмаков Олександр Петрович
- (19 листопада 2007 — 6 травня 2009) генерал-лейтенант Євтухович Валерій Євгенович
- (6—24 травня 2009) т.в.о. генерал-лейтенант Ігнатов Микола Іванович
- (24 травня 2009 — 4 жовтня 2016) генерал-полковник Шаманов Володимир Анатолійович
- (4 жовтня 2016 — 16 червня 2022) генерал-полковник Сердюков Андрій Миколайович
- (з 16 червня 2022) генерал-полковник Теплинський Михайло Юрійович

## Склад
Склад ПДВ включає три основні компоненти:
- десантно-штурмовий;
- парашутно-десантний;
- десантно-штурмовий (гірський).

| 45-ша ОБрСпП 7-ма ДШД · 108-й ДШП 247-й ДШП 76-та ДШД · 234-й ДШП · 237-й ДШП 104-й ДШП 98-ма ПДД · 217-й ДШП 331-й ДШП 104-та ДШД · 345-й ДШП 106-та ПДД · 51-й ПДП 137-й ПДПclass=notpageimage\| На карті 11-та ОДШБр 83-тя ОДШБрclass=notpageimage\| На карті | |                  |
| Номер військової частини | Найменування частини (з'єднання)                                                                             | Місце дислокації |
| 32364 | 11-та окрема гвардійська десантно-штурмова бригада                                                           | м. Улан-Уде      |
| 28337 | 45-та окрема бригада спеціального призначення ПДВ                                                            | м. Кубинка       |
| | 49-та окрема десантно-штурмова бригада                                                                       |                  |
| 71289 | 83-тя окрема гвардійська десантно-штурмова бригада                                                           | м. Уссурійськ    |
| 7-ма гвардійська десантно-штурмова (гірська) Червоного прапора орденів Суворова і Кутузова дивізія | |                  |
| н/д | 56-й гвардійський десантно-штурмовий ордена Вітчизняної війни Донський козачий полк                          | м. Феодосія      |
| 42091 | 108-й гвардійський десантно-штурмовий ордена Червоної Зірки Кубанський козачий полк                          | м. Новоросійськ  |
| 54801 | 247-й гвардійський десантно-штурмовий Кавказький казачий полк                                                | м. Ставрополь    |
| 76-та гвардійська десантно-штурмова Чернігівська Червоного прапора, ордена Суворова дивізія | |                  |
| 32515 | 104-й гвардійський десантно-штурмовий Червоного прапора, ордена Кутузова полк                                | сел. Черьоха     |
| 74268 | 234-й гвардійський Чорноморський ордена Кутузова ім. Олександра Невського десантно-штурмовий полк            | м. Псков         |
| 57264 | 237-й гвардійський десантно-штурмовий Торунський Червоного прапора полк                                      | м. Псков         |
| 98-ма гвардійська Свірська Червоного прапора ордена Кутузова ІІ ступеня повітряно-десантна дивізія ім. 70-річчя Великого Жовтня | |                  |
| 62295 | 217-й гвардійський парашутно-десантний Іванівський ордена Кутузова полк                                      | м. Іваново       |
| 71211 | 331-й гвардійський парашутно-десантний ударний Костромський полк                                             | м. Кострома      |
| 104-та десантно-штурмова дивізія | |                  |
| 01011 | 328-й десантно-штурмовий полк                                                                                |                  |
| 51854 | 337-й десантно-штурмовий полк                                                                                |                  |
| 33702 | 345-й десантно-штурмовий полк імені Героя Радянського Союзу генерал-полковника В. О. Востротіна              | м. Ульяновськ    |
| 106-та гвардійська повітряно-десантна Тульська Червоного прапора ордена Кутузова дивізія | |                  |
| 33842 | 51-й гвардійський парашутно-десантний Червоного прапора ордена Суворова 3 ступеня полк ім. Дмитрія Донського | м. Тула          |
| 41450 | 137-й гвардійський парашутно-десантний Рязанський ордена Червоної Зірки Кубанський козачий полк              | м. Рязань        |

## Галерея

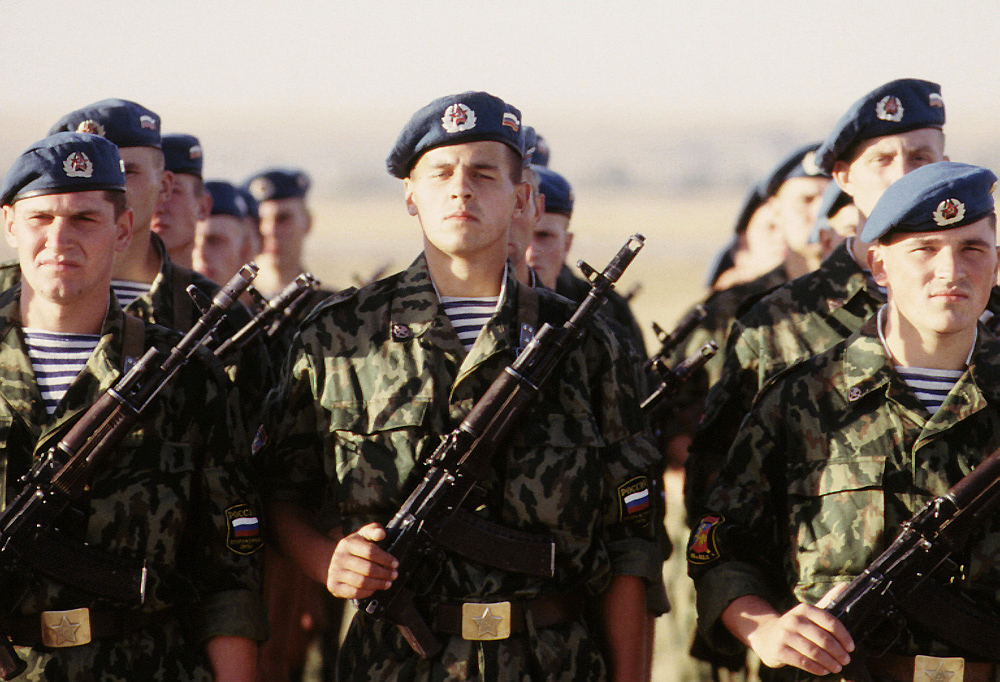
Десантники на навчаннях у Казахстані.
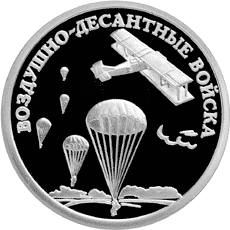
Одна з пам'ятних монет, присвячених ПДВ (2006).